# Man Down
«Man Down» —en español: ‘Hombre muerto’— es una canción interpretada por la cantante barbadense Rihanna, tomada de su quinto álbum de estudio Loud (2010). La canción fue enviado a la radio rítmico y urbana el 3 de mayo de 2011 y fue lanzado como un quinto sencillo del álbum en los Estados Unidos, así como en algunos países a nivel internacional el 11 de julio de 2011. La canción fue escrita por Shama "Sham" José Tomás Timoteo y Theron, y Layne Shontelle, con una producción completa con Shama Joseph.
«Man Down», recibió comentarios positivos de los críticos de la música. En los Estados Unidos, a pesar de sólo ser lanzado a la radio rítmica y urbana, la canción hasta el momento se ha posicionado en el número cincuenta y nueve en el Billboard Hot 100 y el número nueve en la lista Hot R&B/Hip-Hop Songs. En Francia, la canción alcanzó el puesto número 1, debido a su lanzamiento como sencillo digital, mientras alcanzó los veinte primeros puestos en Noruega y en el Reino Unido. En el vídeo musical, dirigido por largo tiempo por su colaborador Anthony Mandler, se ve como Rihanna dispara a un hombre después de ser atacada sexualmente. Debido al contenido violento del vídeo, el Parents Television Council criticó a la cantante e intentó prohibir el vídeo sin ningún éxito.

## Antecedentes, lanzamiento y composición
A principios de marzo de 2011, Rihanna pidió a sus fans que la ayudaran a seleccionar su próximo sencillo. A través de Twitter, se les pidió elegir entre «Cheers (Drink to That)», «Man Down», «California King Bed» y «Fading». La opción más popular tendría su vídeo filmado a finales de marzo de 2011. El 12 de marzo de 2011, se confirmó que los fans habían elegido «California King Bed» como el próximo sencillo del álbum. En los EE. UU., «Man Down» fue lanzado a la radio rítmica y urbana el 3 de mayo de 2011. Sin embargo, a nivel internacional, fue «California King Bed», como el cuarto sencillo, como se anunció. «Man Down» fue lanzado a los medios digitales en Francia y en Suiza el 11 de julio de 2011 como el quinto single internacional entre Loud. Rihanna habló sobre el tema en noviembre de 2010 en una entrevista con MTV News:

«Man Down es gangsta. Estoy muy inspirada por la música reggae, ha sido una parte de mí desde que nací, y me crie escuchándola. Crecí apasionada. Mis artistas favoritos son todos los de reggae. Lo especial de esa canción es que sea el grito de las mujeres en letra, por eso tiene energía y es tan gangsta». Añadió más adelante: «Tiene mucha arrogancia. Me gusta de verdad»

La canción fue escrita por Shama Joseph, Timoteo y Theron Thomas y Shontelle Layne, con una producción completa con Sham Joseph. La canción, de cuatro minutos y veintisiete segundos de duración, se basa principalmente en el género de la música de reggae.

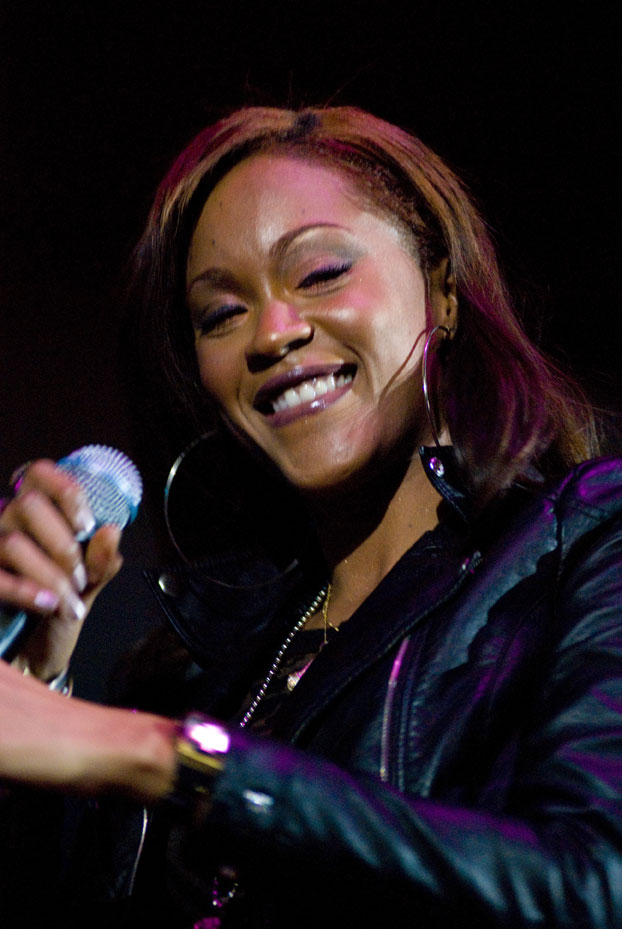
La cantante y compositora Shontelle, coescribió «Man Down».

## Composición y recepción
Jon Pareles, de The New York Times, dijo que Rihanna desempeña hasta su acento antillano en el electro-reggae de «Man Down» hablando de una amante en un momento de pasión.
Agosto Brown, de Los Angeles Times, comentó: "Man Down reafirma su acento del Caribe, con un asesinato arrogante que uno no puede dejar de oír como un disparo de advertencia a través del trato en la radio a «Deuces» de Chris Brown. 
La escritora Leah Greenblatt, de Entertainment Weekly, dijo que el ron-pa-pum-ragga de «Man Down» es el cuello de los ritmos de isla.
Chris Richards, de The Washington Post, observó que «Man Down» es un poco asesino durante la canción que contiene una fantasía extraña acerca de la muerte, la fantasía infundida al azar a un chico en una estación de tren en la que está todo listo para un ritmo de reggae errante.
«Man Down» tiene una violenta conclusión lógica, ya que se da a la fuga tras matar a un pobre hombre. Su rebote de reggae se pone en venta perfectamente con Rihanna, dice Ryan Dombal, escritor de Pitchfork Media.
Emily Mackay, de NME, comentó que los experimentos del álbum parecen más orgánicos, su mejor tono medido por el himno del Caribe con tintes de los jóvenes condenados de «Man Down».
James Skinner, de la BBC Online, ha visto a «Man Down» como un ritmo del Caribe, donde Rihanna interpreta una ruptura como metáfora en asesinato con gruesos dialectos de Barbados.
Sal Cinquemani, de Slant Magazine, la nombró la canción principal del álbum, una canción reggae de pleno derecho de una mujer que le dispara a un hombre. Elogió la canción diciendo que Rihanna es sorprendentemente ágil en el género y que es una de sus mejores interpretaciones vocales.

## Rendimiento en listas
Antes de convertirse en un sencillo «Man Down» se estrenó en el US R&B/Hip-Hop Songs en el número ochenta y cuatro la semana del 9 de abril de 2011 y desde entonces ha alcanzado el noveno puesto. La semana del 11 de junio de 2011, la canción debutó en el puesto noventa y cuatro en el Billboard Hot 100 y en la actualidad alcanzó el puesto número cincuenta y nueve. Con el lanzamiento del vídeo, la canción logró llegar al número cincuenta y cuatro en el UK Singles Chart y también alcanzó su punto máximo dentro de los veinte primeros en el UK R&B Chart.
«Man Down» se ha lanzado en otros países, debido a su lanzamiento en ciertos territorios europeos. Después de haber debutado en la lista de sencillos de Francia en el número sesenta y cinco el 4 de junio de 2011, el sencillo fue lanzado digitalmente y ha llegado a un pico de número uno el 31 de julio de 2011. Esto marca el octavo sencillo de Rihanna en llegar entre los cinco primeros en el país, después de otros sencillos de Loud, «Only Girl (In The World)» y «S&M». En julio de 2011, el sencillo se lanzó en Suiza, donde aumentó hasta el noveno puesto y el primero en la Suiza francófona (Romandie). Ese mismo mes, la canción entró en la lista de singles de Noruega en el vigésimo puesto, sin lanzamiento oficial.

## Vídeo musical
Rihanna grabó el vídeo musical de «Man Down» en Jamaica en abril de 2011. El vídeo fue dirigido por Anthony Mandler, con el que Rihanna colabora con frecuencia. Mandler habló sobre el vídeo a MTV el 16 de mayo de 2011. El no dio demasiada información, pero sí reveló que este clip tendrá a sus fanes hablando una vez del estreno:

«Hemos hecho dieciséis vídeos juntos... y el siguiente vídeo sin duda va a voltear las mentes con «Man Down». El último mes rodamos el vídeo en Jamaica y es mi canción preferida de Rihanna, por lo que yo estaba muy entusiasmado de participar, dijo. Y es sólo una de esas canciones que exige una escena narrativa y visual, y digamos que me dejó ir todo el camino. Así que creo que se puede esperar algo que sea espectacular, impactante e intenso, emocional, edificante y enriquecedor. Cuando se le preguntó si Rihanna va a llevar un arma de fuego en el clip, respondió diciendo: Sin decir demasiado, buscan un relato del que no van a estar decepcionados, compartió Mandler. Solo sé que va a ser emocionante»

El vídeo se estrenó en 106 & Park el 31 de mayo de 2011.

### Sinopsis
El vídeo empieza con un tono dramático cuando Rihanna dispara y mata a un hombre que camina por una estación de tren. Después de cometer el crimen, la cámara se centra en el hombre y Rihanna huye de la escena. Con el fin de ofrecer a los espectadores un poco de historia, el vídeo viaja atrás en el tiempo hasta el día anterior, cuando se ve a la cantante montada en su bicicleta para reunirse con la gente de Kingston, en Jamaica. También hay escenas de Rihanna sola en una habitación al anochecer. Luego, en un club nocturno, Rihanna comienza a bailar y coquetear con uno de los asistentes, que en realidad es el hombre al que dispara al principio. Después de salir, el hombre la sigue afuera y la ataca. A continuación se ve a Rihanna llorando en la calle, después de lo que parece haber sido una violación. El vídeo concluye con la cantante corriendo a su casa, donde toma un arma escondida en un cajón de la cómoda.

### Controversia
El Parents Television Council (PTC), una organización sin ánimo de lucro que aboga por el ocio responsable, criticó a Rihanna por la ejecución "fría y calculada de asesinato" en el vídeo. El Consejo no estuvo de acuerdo con la sugerencia de Rihanna que matar a un violador es una forma de justicia ni con su justificación de que envía un fuerte mensaje de fondo a las niñas. El Consejo declaró:

«Si Chris Brown mata una mujer en su nuevo vídeo y BET lo estrena, el mundo se detendría. A Rihanna tampoco se le debe autorizar»

PTC también criticó BET por difundir el vídeo. En respuesta a la PTC, Rihanna dijo:

«Yo soy una cantante de 23 años que no tiene hijos. ¿Qué le pasa a todo el mundo que quiere que yo sea una madre para sus niños? Soy solo una chica, que solo puede ser nuestra voz. Todos sabemos que es difícil y embarazoso hablar de temas delicados, especialmente con nuestros padres. La industria de la música no es "Parent's 'R Us". Nosotros tenemos la libertad de hacer arte. Son ellos quienes deben conseguir que sus hijos no sean como nosotros. No pueden ocultar a sus hijos de la sociedad, o nunca aprenderán a adaptarse. Esto es el mundo real»

## Lista de canciones
- Album version[32]

1. "Man Down" – 4:27

- Digital download[33]

1. "Man Down" (Single Version) – 4:27

## Listas y certificaciones
| País           | Lista                       | Mejor Posición |
| -------------- | --------------------------- | -------------- |
| Bélgica        | Ultratop 50 (Flandes)       | 3              |
| Bélgica        | Ultratop 50 (Valonia)       | 2              |
| Brasil         | Biallboard Brazil           | 6              |
| Canadá         | Canadian Hot 100            | 63             |
| Corea del Sur  | Gaon Chart                  | 54             |
| Eslovaquia     | Slovak Singles Chart        | 37             |
| Estados Unidos | Billboard R&B/Hip-Hop Songs | 9              |
| Estados Unidos | Billboard Hot 100           | 59             |
| Noruega        | VG-lista                    | 17             |
| Francia        | French Singles Chart        | 1              |
| Países Bajos   | Dutch Top 40                | 3              |
| Reino Unido    | UK R&B Chart                | 15             |
| Reino Unido    | UK Singles Chart            | 54             |
| Rumania        | Romanian Top 100            | 8              |
| Suiza          | Media Control AG            | 1              |
| Suecia         | Sverigetopplistan           | 39             |

| País           | Certificación | Ventas certificadas | Ref.   |
| -------------- | ------------- | ------------------- | ------ |
| Bélgica        | Oro           | 15 000              | [ 49 ] |
| Estados Unidos | 2× Platino    | 2 000 000           | [ 50 ] |
| Italia         | Platino       | 30 000              | [ 51 ] |
| Rumania        | 2× Platino    | 20 000              | [ 52 ] |
| Suiza          | Oro           | 15 000              | [ 53 ] |

## Versiones
La cantante urbana Jenny la Sexy Voz, en una campaña de 1-800-CANTASO y el sello Chosen Few, lanzaron en 2011 una versión en español de este tema titulado «Murió». La versión de la artista latinoamericana abordaba un tema distinto pero de índole similar, la violencia doméstica.